# Ледопородное ограждение
Ледопородное ограждение (а. ice wall; н. Frostwand; ф. mur de glace, enceinte de glace; и. barrera de rocas соngeladas, cercado de rocas соngeladas, muro de rocas соngeladas) — защитная конструкция, создаваемая путём замораживания грунта вокруг строящегося подземного сооружения. Функции ледопородного ограждения: временная ограждающая крепь, воспринимающая давление массива грунта, и временная водонепроницаемая завеса, препятствующая проникновению подземных вод внутрь подземного сооружения при его строительстве. По форме ледопородные ограждения делятся на два типа: подпорные стенки (при строительстве транспортных тоннелей, городских коллекторов, линий метрополитенов и открытых котлованов больших поперечных размеров, близко расположенных к земной поверхности) и замкнутые ограждения (круговые, эллиптические, прямоугольные и сложной конфигурации) для шахтных стволов и выработок, залегающих на сравнительно большой глубине, и открытых котлованов небольших поперечных размеров. Габариты ледопородного ограждения определяются размерами подземного сооружения, глубиной его заложения, условиями прочности и устойчивости ограждения